# El gatopardo (serie de televisión)
El gatopardo (en italiano: Il gattopardo) es una serie de televisión de 2025, que se emite en el servicio de streaming Netflix. Está basada en la novela homónima de Giuseppe Tomasi di Lampedusa. Dirigida por Tom Shankland, con la colaboración de Laura Luchetti y Giuseppe Capotondi, es la segunda adaptación después de la película de Luchino Visconti de 1963.
Se estrenó en Netflix el 5 de marzo de 2025.

## Sinopsis
La historia gira en torno del Príncipe de Salina y su familia en la Sicilia del siglo XIX, que vive un trastorno social histórico.

## Reparto
- Kim Rossi Stuart como Fabrizio Corbera, Príncipe de Salina
- Deva Cassel como Angelica Sedara
- Saul Nanni como Tancredi Falconeri
- Benedetta Porcaroli como Concetta Corbera
- Paolo Calabresi como Padre Pirrone
- Francesco Colella como Calogero Sedara
- Corrado Invernizzi como Chevalley
- Astrid Meloni como Maria Stella, Princesa de Salina
- Greta Esposito como Chiara
- Alessandro Sperduti como Conde Bombello
- Francesco Di Leva como Russo

## Producción
El productor de la serie es Fabrizio Donvito para Indiana Production en colaboración con Moonage Pictures. El guion está escrito por Richard Warlow y Benji Walters con Tom Shankland como director principal, junto con Giuseppe Capotondi y Laura Luchetti. La banda sonora de la serie es de Paolo Buonvino.

### Rodaje
El rodaje comenzó en 2023. Los lugares de rodaje incluyeron Palermo, Catania, Siracusa, Sicilia y Roma.

### Reparto
Saul Nanni asume el papel de Tancredi Falconeri en la serie El Gatopardo, anteriormente interpretado por Alain Delon en 1963 en El gatopardo. El actor dice sentirse honrado de interpretar a un personaje tan « icónico » y de poder seguir los pasos de un actor tan «increíble» como Delon, sin tener miedo de enfrentarse a este « ícono » Para prepararse para el papel de Tancredi, releyó la novela de Giuseppe Tomasi di Lampedusa y volvió a ver la película de Visconti, tratando de comprender los vericuetos de la dinámica familiar y social de la aristocracia siciliana de la década de 1860.
Deva Cassel repitió el papel de Angélica Sedara, interpretado por Claudia Cardinale en 1963. Prefirió prepararse para su papel centrándose en la visión actual de los directores en lugar de inspirarse en Cardinale.